# Герб Руанды
Эмблема Руанды — один из государственных символов Руанды, наряду с флагом и гимном. Представляет собой овальный щит с различными эмблемами, окружённый зелёным кольцом. Была принята 31 декабря 2001 года взамен старого герба, который воспринимается новым правительством страны как один из символов экстремизма предшественников.

## Описание
Государственный герб был принят 31 декабря 2001 года. Он представляет собой овальный щит с изображениями солнца, культивируемых в стране растений — сорго и кофейного куста, — корзины, шестерни и двух щитов, окружённых зелёным кольцом. Щиты символизируют патриотизм, защиту национальной и государственной свободы и идентичности. Зелёное кольцо служит символом промышленного развития страны через упорный труд. Над ним и под ним расположились две надписи на киньяруанда — «Republika Y'U Rwanda» и «Ubumwe, Umurimo, Gukunda» соответственно.

## История
Предыдущая версия эмблемы была принята в 1960-х годах, в ней фоном служили два одинаковых флага с полосами зелёного, жёлтого, красного цветов, представляющих мир, национальную надежду на будущее, развитие. Впоследствии и эмблема, и флаг были изменены, поскольку стали ассоциировались с жестокостью руандийского геноцида.

## Галерея

—
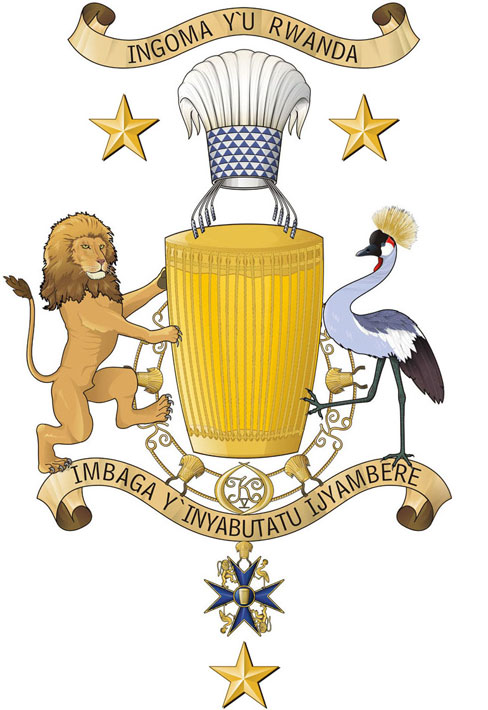
—
—
—

- 22 июня 1922 — 1959
- 1959 — 1 января 1962
- 1 января 1962 — 31 декабря 2001
- 31 декабря 2001 — н. в.